# Enrico Catuzzi
Enrico Catuzzi (ur. 23 września 1946 w Parmie, zm. 28 listopada 2006 tamże) – włoski piłkarz, grający na pozycji pomocnika, trener piłkarski.

## Kariera piłkarska
W 1965 rozpoczął karierę piłkarską w Scafates. Latem 1966 został zaproszony do SSC Napoli. W 1969 roku przeniósł się do Perugia. W sezonie 1971/72 bronił barw Savony. Potem przeszedł do Fiorenzuoli, w której zakończył karierę piłkarza w roku 1973.

## Kariera trenerska
Po zakończeniu kariery piłkarskiej rozpoczął karierę szkoleniową. Najpierw w latach 1975–1978 trenował juniorskie drużyny Parmy i US Palermo. Potem prowadził kluby Bari, Varese, Delfino Pescara 1936, Piacenza, Mantova, S.S. Lazio Primavera, Vis Pesaro, Leffe, Foggia, Pistoiese i Como.
W czerwcu 2000 roku otrzymał propozycję pracy od bułgarskiego CSKA Sofia. Pomimo bardzo dobrych wyników (zespół znajdował się na drugim miejscu w lidze i dotarł do ćwierćfinału Pucharu Krajowego), w grudniu tego samego roku zrezygnował z powodu nieporozumień z zarządem na temat przyszłości jego kontraktu. Ale już 3 marca 2001 roku został ponownie powołany na stanowisko głównego trenera CSKA Sofia, z którym zdobył wicemistrzostwo kraju ze stratą 7 punktów do mistrza Lewskiego Sofia.
Wieczorem 28 listopada 2006 zmarł na atak serca w wieku 60 lat

## Sukcesy i odznaczenia

### Sukcesy trenerskie
Bari
- zdobywca Coppa Italia Primavera: 1980/81